# 國立長白師範學院
國立長白師範學院是1946年成立于吉林省吉林市的一所高等学校。後因國共內戰，該校分裂停办，此后并入并组成东北师范大学。该校曾经在抚顺短暂驻留，上课地点在抚顺煤礦學校。

## 歷史沿革
1931年吉林省立第一师范学校创建，原吉林省立第一师范学校后来改名为吉林师范专科学校，后并入四平师范专科学校；
1934年吉林省立第一师范学校更名为吉林高等师范学校；
1938年吉林高等师范学校更名为吉林师道高等学校；
1942年吉林师道高等学校更名为国立吉林师道大学；
1945年国立吉林师道大学停办；
1946年国立吉林师道大学（资源）改建为国立长白师范学院，方永蒸为首任校长；
1946年国立长白师范学院（部分资源）改建为(共)吉林大学；
1946年国立长白师范学院停办；1946年(共)吉林大学停办；
1946年(共)吉林大学(部分)改建为吉林省民主学院，后并入延边大学；
1946年(共)吉林大学并入东北大学(解放区)，现发展为东北师范大学；
1948年(共)吉林大学（部分资源）并入(国)吉林省立大学；
1948年国立长白师范学院复校并更名为(国)吉林省立大学；
1948年(国)吉林省立大学停办；
1948年(国)吉林省立大学(部分资源)并入东北大学(解放区)，现发展为东北师范大学；
1946年国立长白师范学院、(国)吉林省立大学经抚顺、北平、广州、海南岛海口市，流亡至台湾，未复校。

## 後續
- 《长白二十年》：国立长白师范学院校友会纪念特刊，在1966年由校友撰寫並出版。

## 其他
中國國民黨前任副主席金溥聰之父金鑠曾在此校任教。